# 古尔冈快速地铁
古尔冈快速地铁（简称：快速地铁）是印度哈里亚纳邦古爾岡市的中运量城市轨道交通系统。本系统可在西坎达普尔站与德里地铁黄线换乘。古尔冈快速地铁由德里地铁有限公司（DMRC）运营，两者共享票务系统，因此古尔冈快速地铁被视为德里地铁的一部分。
该系统起初由古尔冈快速地铁有限公司（RMGL）建造和运营，是世界上第一个完全由私人融资的现代化城市轨道交通系统。该合资企业没有接受来自印度联邦政府、哈里亚纳邦政府或任何公共部门的投资。古尔冈快速地铁是印度第一个拍卖其车站命名权的系统。在2019年9月，IL&FS（原RMGL大股东）宣布由于公司的财务问题，没有足够的资源继续运行快速地铁，并正在寻找另一个实体来资助和接管业务。 在与哈里亚纳邦政府发生短暂纠纷以及旁遮普邦和哈里亚纳邦高等法院的判决后，德里地铁公司从IL＆FS手中接管了快速地铁的运营。

## 线路

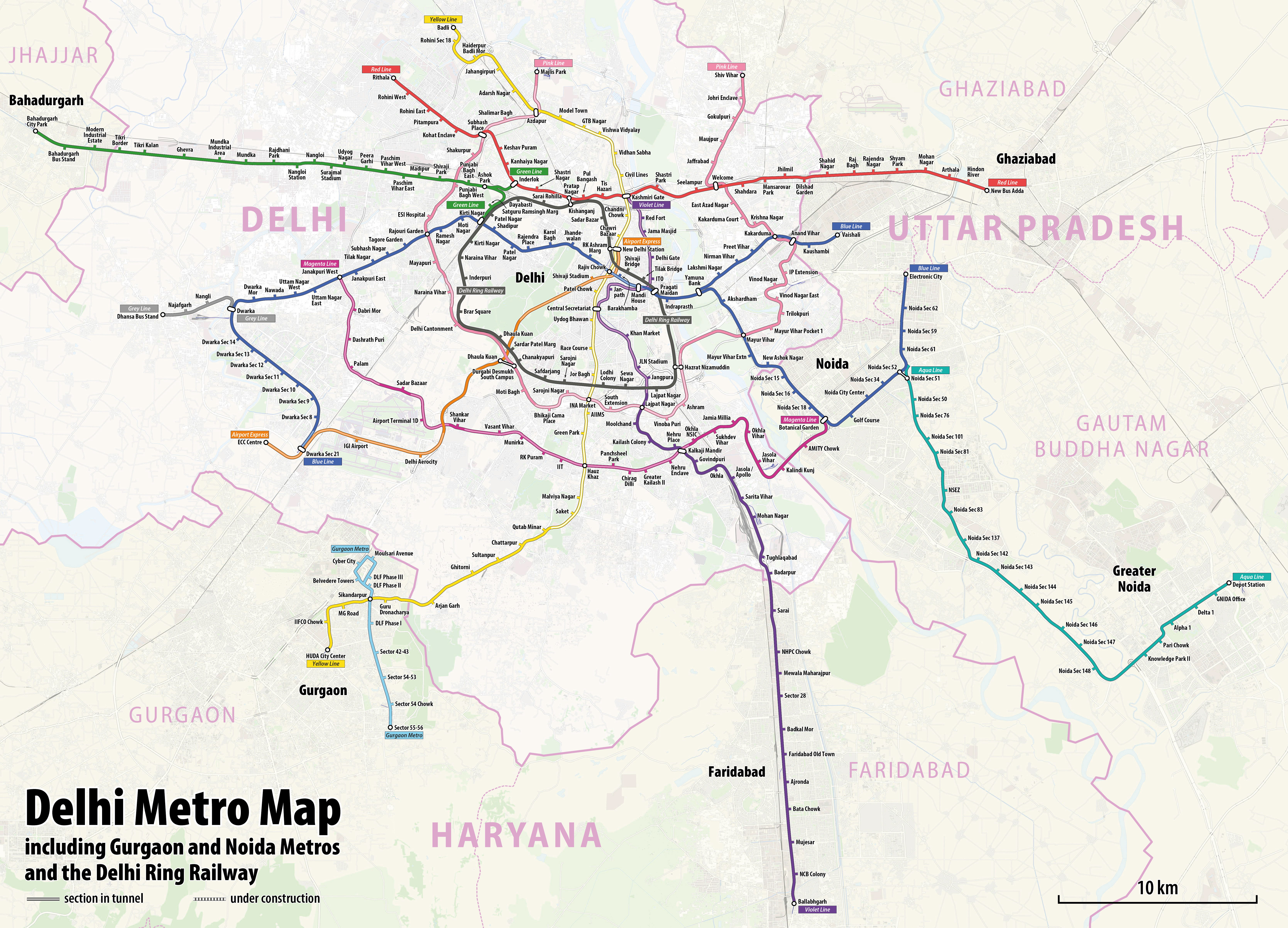
德里城市轨道交通系统图，含德里地铁、诺伊达地铁和古尔冈快速地铁

快速地铁分几个阶段建造。一期工程位于西坎德布尔（Sikanderpur）站以北的5.1公里，西坎德布尔站和DLF Phase Ⅱ站之间的路段是双轨，而DLF Phase Ⅱ站以北为单向灯泡线；二期工程是从西坎德普尔站向南延伸6.6公里，至古尔冈55-56区站，大部分路段位于高尔夫球场路。 一期工程于2013年11月14日开通；二期工程于2017年3月31日开始投入运营。
快速地铁各车站的长度为75m。作为德里地铁黄线和古尔冈快速地铁的换乘站，西坎德布尔（Sikanderpur）站的换乘通道为90米长，9米宽。
| 古尔冈快速地铁 | 古尔冈快速地铁            | 古尔冈快速地铁 | 古尔冈快速地铁 | 古尔冈快速地铁 | 古尔冈快速地铁 | 古尔冈快速地铁 | 古尔冈快速地铁 |
| #              | 车站名                    | 车站名         | 工程阶段       | 开通日期       | 换乘           | 车站布置       | 车辆段接入     |
| #              | English                   | 中文           | 工程阶段       | 开通日期       | 换乘           | 车站布置       | 车辆段接入     |
| -------------- | ------------------------- | -------------- | -------------- | -------------- | -------------- | -------------- | -------------- |
| 1              | Sector 55–56              |                | 二期工程       | 2017/3/31      |                | 高架           | 快速地铁车辆段 |
| 2              | Sector 54 Chowk           |                | 二期工程       | 2017/3/31      |                | 高架           |                |
| 3              | Sector 53-54              |                | 二期工程       | 2017/4/25      |                | 高架           |                |
| 4              | Sector 42-43              |                | 二期工程       | 2017/4/25      |                | 高架           |                |
| 5              | Phase 1                   |                | 二期工程       | 2017/3/31      |                | 高架           |                |
| 6              | Sikanderpur               |                | 一期工程       | 2013/11/14     | 德里地铁黄线   | 高架           |                |
| 7              | Phase 2                   |                | 一期工程       | 2013/11/14     |                | 高架           |                |
| 8              | Vodafone Belvedere Towers |                | 一期工程       | 2013/11/14     |                | 高架           |                |
| 9              | IndusInd Bank Cyber City  |                | 一期工程       | 2014/5/7       |                | 高架           |                |
| 10             | Micromax Moulsari Avenue  |                | 一期工程       | 2013/11/14     |                | 高架           |                |
| 11             | Phase 3                   |                | 一期工程       | 2013/11/14     |                | 高架           | 快速地铁车辆段 |

## 设施
由于该系统全高架自动运行，因此也被部分铁道杂志定义为轻轨。

### 车辆
2010年4月21日，西门子宣布已获得建造地铁线路的总包合同，其中包括5列3节编组的地铁车辆。 这笔车辆的订单事后被西门子分包给中国的南车株洲电力机车，以制造5列铝制空调列车。中国制造的第一列三节编组车辆于2012年9月11日抵达古尔冈。 为了应对二期工程的开通，古尔冈快速地铁有限公司额外地订购了7列3节编组的地铁车辆，这7列车辆中的最后4列于2016年2月5日到达古尔冈。
每列车耗资420万美元（3亿卢比），车身为银色和蓝色。一列车的总长度为59.94米，宽为2.8米，每节车厢有4对门，车顶配有空调，每列车可容纳约800位乘客。该地铁的设计运能为每小时运送3万名乘客。

## 运营

### 票务
古尔冈快速地铁的票价为固定的两种价格，第一种是乘客仅在一期工程（或二期工程）路段内乘坐，含Sikanderpur站，票价为20卢比；第二种是乘客从一期工程车站乘至二期工程的车站（反之亦然），也就是说跨过了Sikanderpur站，票价为35卢比。德里地铁的单程票和IC卡可以在古尔冈快速地铁系统中使用。自动收费系统由泰雷兹集团提供。

### 间隔与运营时间
古尔冈快速地铁的运营时间为06:05至22:00，间隔为4分钟。列车最高速度80km/h，平均旅速40km/h。

## 外部連結
- 官方網站 （页面存档备份，存于） （英文）